# PicoBSD
PicoBSD ist eine Minimalversion des an Unix angelehnten Betriebssystems FreeBSD, ein Live-System, das auf eine Diskette passt. PicoBSD eignet sich beispielsweise als Einwahlserver oder Router. Es benötigt mindestens eine 386SX-CPU mit 8 MB RAM. Eine Festplatte wird nicht benötigt. 
Die letzten PicoBSD-Versionen basieren auf FreeBSD 3.0. Da die Entwicklung von PicoBSD stagniert und sich die Anforderungen an Minimalversionen veränderten, wurde für FreeBSD 5.x ein flexibleres Framework namens NanoBSD geschaffen, mit dem es möglich ist, sich individuelle Minimalversionen selbst zusammenzustellen, die beispielsweise von einer CompactFlash-Speicherkarte booten.
PicoBSD steht unter der BSD-Lizenz frei verfügbar. 
Der Hauptentwickler war Andrzej Bialecki.
Die neueste Version ist 0.42.
Dinesh Nair hat die PicoBSD-Build-Skripte auf FreeBSD 2.2.5 zurückportiert, wodurch einige weitere Binärdateien in der Einwahlvariante hinzugefügt werden konnten, da FreeBSD 2.2.5 ein kleineres Format für ausführbare Binärdateien besitzt.